# SPA AS.37
El SPA AS.37 fue un camión ligero militar italiano utilizado durante la Segunda Guerra Mundial. El AS.37 Autocarro Sahariano se desarrolló a partir de 1937 sobre la base del tractor de artillería TL.37 y fue concebido específicamente para su uso en el desierto norteafricano. La mejora más significativa de este nuevo vehículo fue su mayor autonomía: 900 km equipado con tanques de agua y gasolina adicionales. El AS.37 podía transportar ocho hombres completamente equipados en su caja de carga trasera.
El Autocarro Protetto 37 (AP.37) fue una variante ligera de transporte blindado de personal. Se construyeron al menos 200 unidades, que prestaron servicio en los Balcanes y en Italia.

## Características
Las autoridades militares italianas no consideraron urgente el problema de los vehículos para el desierto. Por lo que FIAT (Fabbrica Italiana Automobili di Torino), con el apoyo del mariscal Italo Balbo, gobernador de Libia, lanzó su propia iniciativa, que dio como resultado el AS.37. Los primeros 200 ejemplares del AS.37 se enviaron a Libia en 1938 y se asignaron al Comando del Sahara Libico y al Autogruppo della Tripolitania. El mariscal Balbo quería utilizar los AS.37 para la motorización de la Compañía Sahariane, que debía contar con veintidós vehículos. En marzo de 1942, había 584 AS.37 en servicio, y para el 30 de abril de 1943, un total de 802 estaban operativos en el norte de África.
Las tripulaciones del AS.37 elogiaron sus vehículos por no atascarse fácilmente en el barro y por su autonomía al realizar misiones, pero consideraban que la cabina confería una silueta alta al vehículo. La Wehrmacht alemana continuó utilizando el AS.37 tras el Armisticio de Cassibile en 1943.

## Variantes

### Camionetta Desertica AS.37

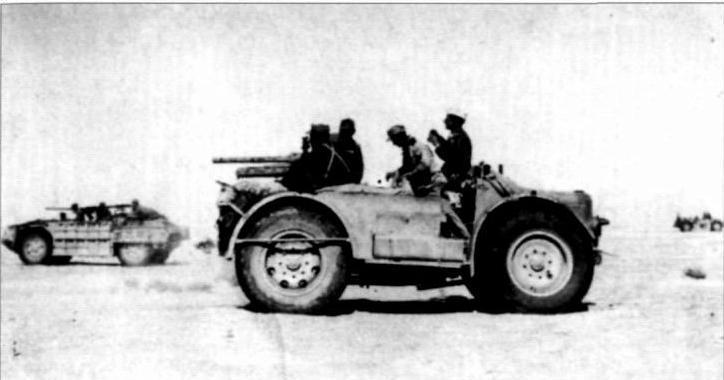
Una Camionetta Desertica AS.37 armada con un cañón 47/32 M35; al fondo, un SPA-Viberti AS.42.

El AS 37 (Modificato) (comúnmente conocido como Camionetta Desertica AS.37) surgió como una modificación de campaña no oficial creada en 1941 en Hun, Libia. Inicialmente, solo se modificaron dos vehículos: la cabina cubierta se retiró para mejorar la visibilidad, se instalaron tanques adicionales de combustible y agua en soportes laterales y en los guardabarros delanteros, y una plataforma giratoria en la parte trasera donde se montó un cañón. Un vehículo estaba armado con un cañón antiaéreo Breda 20/65 M35 y el otro con un cañón antitanque Cannone da 47/32 M35. El Centro Studi Motorizzazione construyó alrededor de once vehículos basados en esta idea para el Battaglione d' Assalto Motorizzato poco después de la introducción de los dos primeros.

### Camionetta Desertica Modello 1943

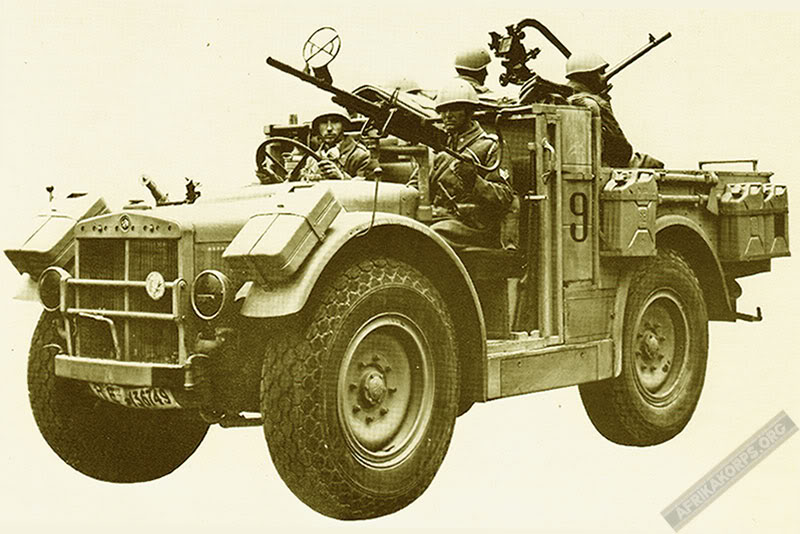
Camionetta Desertica Modello 43

La Camionetta Desertica M43 fue construido por el Centro de Estudios de Motorización en muy pocos ejemplares y nunca operó en el teatro del desierto, pero fue utilizado por el Batallón de Asalto Motorizado del Grupo de Centros Militares durante la ocupación alemana de Roma. Para acelerar la producción, los cambios con respecto al AS.37 original fueron mínimos: se eliminaron por completo la cabina rígida, el parabrisas y las puertas. Delante del asiento del pasajero había un soporte articulado para una ametralladora Breda M37. La plataforma de carga, sin la lona, llevaba distintas herramientas en los laterales y en la parte trasera y, sobre soportes especiales, los bidones de gasolina, aceite y agua (diez en total, dos de ellos en los guardabarros delanteros). En el suelo de la plataforma de carga se instaló una ametralladora Breda 20/65 M35, con un giro de 360º.

### Autocarro Protetto 37 (AP.37)
El AP.37 era una variante especializada de transporte blindado, protegida por un blindaje de 6-8 mm y generalmente armada con una ametralladora Breda M37 de 8 mm. Su capacidad de transporte de tropas era típicamente de siete soldados. El AP.37 solo se utilizó en combate en Italia y los Balcanes.